# Kanton Thiron-Gardais
Thiron-Gardais is een voormalig kanton van het Franse departement Eure-et-Loir. Het kanton maakte deel uit van het arrondissement Nogent-le-Rotrou. Het werd opgeheven bij decreet van 24 februari 2014, met uitwerking op 22 maart 2015.

## Gemeenten
Het kanton Thiron-Gardais omvatte de volgende gemeenten:
- Chassant
- Combres
- Coudreceau
- La Croix-du-Perche
- Frazé
- Frétigny
- Happonvilliers
- Marolles-les-Buis
- Montigny-le-Chartif
- Nonvilliers-Grandhoux
- Saint-Denis-d'Authou
- Thiron-Gardais (hoofdplaats)